# Ernst Benedikt

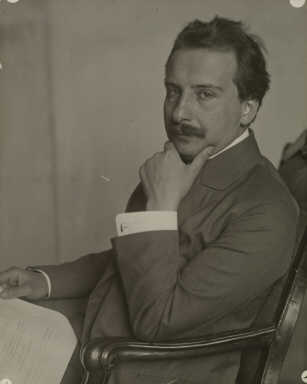
Ernst Benedikt, fotografiert von Ferdinand Schmutzer (1914)

Ernst Martin Benedikt, Pseudonyme: Erich Major, Ernst Martin und Ernst Marliss (geboren 20. Mai 1882 in Wien, Österreich-Ungarn; gestorben 28. Dezember 1973 ebenda) war ein österreichischer Journalist, Schriftsteller, Lyriker, Publizist, Herausgeber und Maler jüdischer Abstammung.

## Leben
Er war der Sohn des Publizisten Moriz Benedikt (1849–1920) aus Kwassitz (Mähren) und dessen Frau Adele (geb. Krohn; 1847–1935) aus Breslau (Niederschlesien).
Benedikt studierte Rechtswissenschaften und arbeitete nach seiner Promotion zum Dr. jur. zunächst unter Pseudonym in der von seinem Vater geführten „Neuen Freien Presse“. Nach dem Tod des Vaters wurde er 1920 Eigentümer der Zeitung und war bis 1935 selbst Chefredakteur. Doch er hatte ein schweres Erbe übernommen: Der Rückgang der Auflage und die wirtschaftliche Not der 1930er Jahre zwangen ihn 1934, seine Anteile an die österreichische Regierung zu verkaufen. Schon zuvor hatte er im Jahr 1932 Anteile an ein Konsortium mit Stefan von Müller verkaufen müssen. Für die nun endgültig zum Regierungsblatt gewordene „Neue Freie Presse“ gab es nach dem „Anschluss“ Österreichs (12. März 1938) kein Weiterleben mehr. Adolf Hitler hatte sich seit seiner Wiener Zeit eine unversöhnlich-feindselige Haltung gegen das „Judenblatt“ bewahrt und die Einstellung verlangt. Benedikt war nach der Reichspogromnacht von November 1938 bis April 1939 in Gestapo-Haft.
Benedikt verließ im Mai 1939 sein Haus in der Himmelstraße 55 in Döbling (19. Wiener Bezirk) und floh mit seiner Familie zunächst nach England und im Juli 1939 weiter nach Schweden. Sein Haus, seine Kunstsammlung und seine rund 6.000 Bände umfassende Bibliothek wurden enteignet und über die Vermögensverkehrsstelle zwangsveräußert.
In Schweden lebte Benedikt mit Frau und Tochter Susanne in sehr bescheidenen, von Geldnot geplagte Verhältnissen. Er wurde Vorstandsmitglied der UVS und Mitarbeiter verschiedener schwedischer Zeitungen und Zeitschriften, doch konnte davon kaum leben. Schon 1953 wurde er zwar eingeladen, an seine Zeitung nach Wien zurückzukehren, doch erst im Jahr 1962 ging er tatsächlich wieder nach Österreich.
Aufsehen errangen seine Interviews mit den großen Politikern der Nachkriegszeit wie Jan Masaryk, Stanley Baldwin und Herbert C. Hoover. Dennoch befasste sich 1936 der Satiriker und Presse-Kritiker Karl Kraus, der schon Benedikts Vater Moriz kritisiert hatte, in einer Glosse unter dem Titel „Die Rettung (Sprachlehre)“ mit Benedikts Schreibstil:

„Der junge Springinsgeld kennt keinen Genitiv, denn er ist nicht der Sohn des, sondern von Moriz Benedikt. Das wäre noch richtig, wie ja auch einer dieser gräßlichen Leitartikel des Ernst Benedikt einer von Ernst Benedikt genannt werden kann, da er ja von ihm verfaßt ist. (Wer vermöchte es außer ihm!) Nun sitzt ihm aber das ‚von‘ – von der Monarchie her – noch so im Gemüte, daß er es immer verwenden muß. Es geht ihm ‚um das Schicksal von Deutschland, aber auch um das Schicksal von Europa‘, er glaubt an ‚die Zukunft von Österreich‘, ….“

Benedikt erhielt das Große Ehrenzeichen für Verdienste um die Republik Österreich.

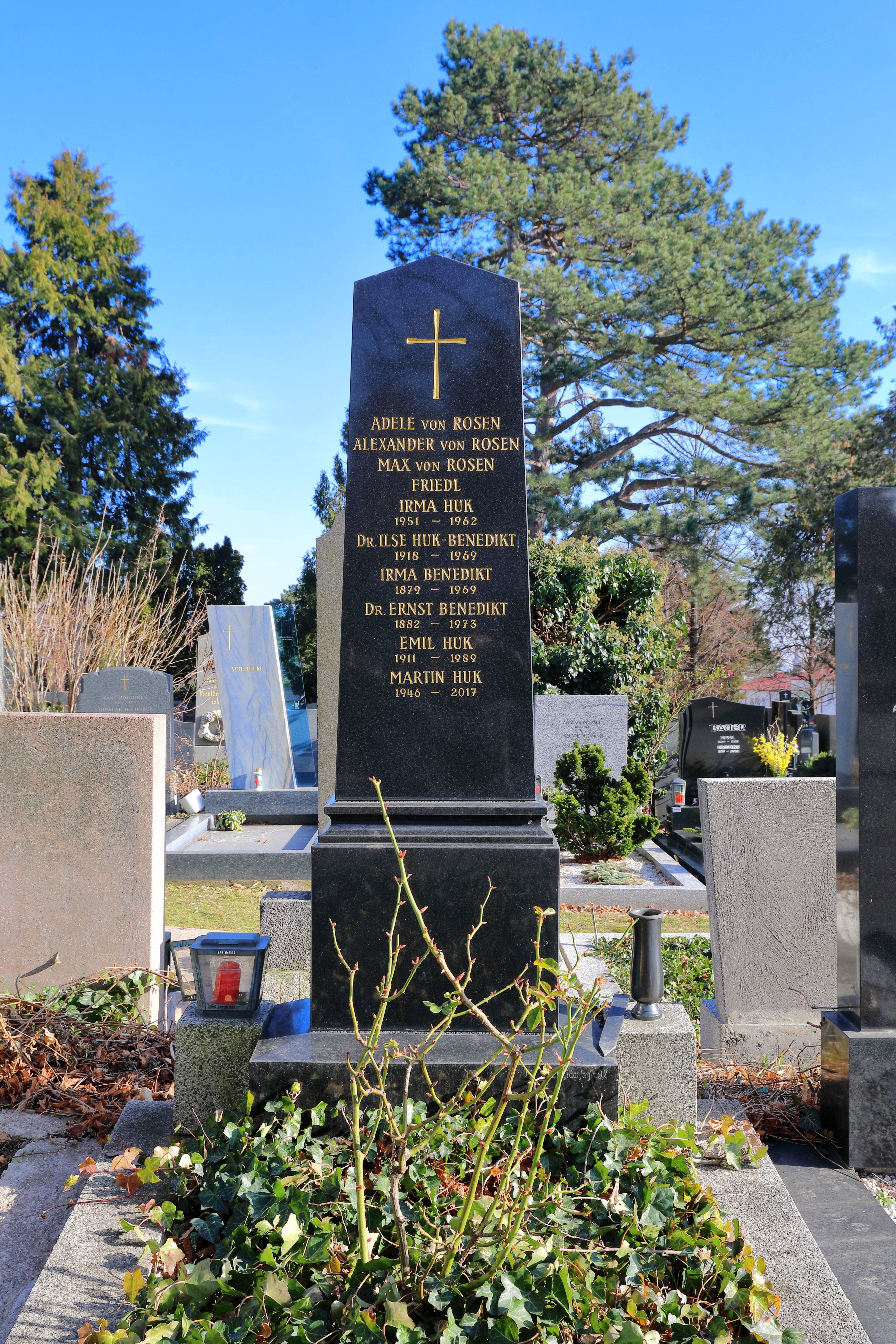
Grabstätte von Ernst Benedikt auf dem Grinzinger Friedhof

Er wurde am Grinzinger Friedhof bestattet.
Benedikt war verheiratet mit Irma von Rosen (* 15. November 1879, † 15. Juli 1969 in Wien) und hatte vier Töchter: Gerda (* 20. Juni 1915 in Wien, † 4. Oktober 1970 in New York), Frieda (* 9. November 1916, † 3. April 1953 in Neuilly bei Paris, Frankreich), die später unter dem Namen Anna Sebastian schrieb, Ilse (* 14. August  in Wien,† 6. Juni 1969 in Wien) und Susanne (13. September 1923, † 25. Dezember  2014 in Paris). Sein Nachlass befindet sich im Literaturarchiv der Österreichischen Nationalbibliothek. Sein Enkel Ernst Strouhal, ein Sohn seiner Tochter Ilse, hat die Familiengeschichte, basierend auf dem intensiven Briefwechsel innerhalb der Familie, aufgeschrieben.